# 102省道 (河南省)
河南102省道，名称为郑州－沈丘公路，简称郑沈线，是一条河南省的省级干线公路，为河南省道网络中规划的4条省会放射线之一。102省道南起郑州市管城回族区郑新快速通道与南四环相交处，经新郑市、中牟县、尉氏县、扶沟县、西华县、周口市、商水县、项城市，终点止于沈丘县刘湾镇。

## 路线

### 郑州段

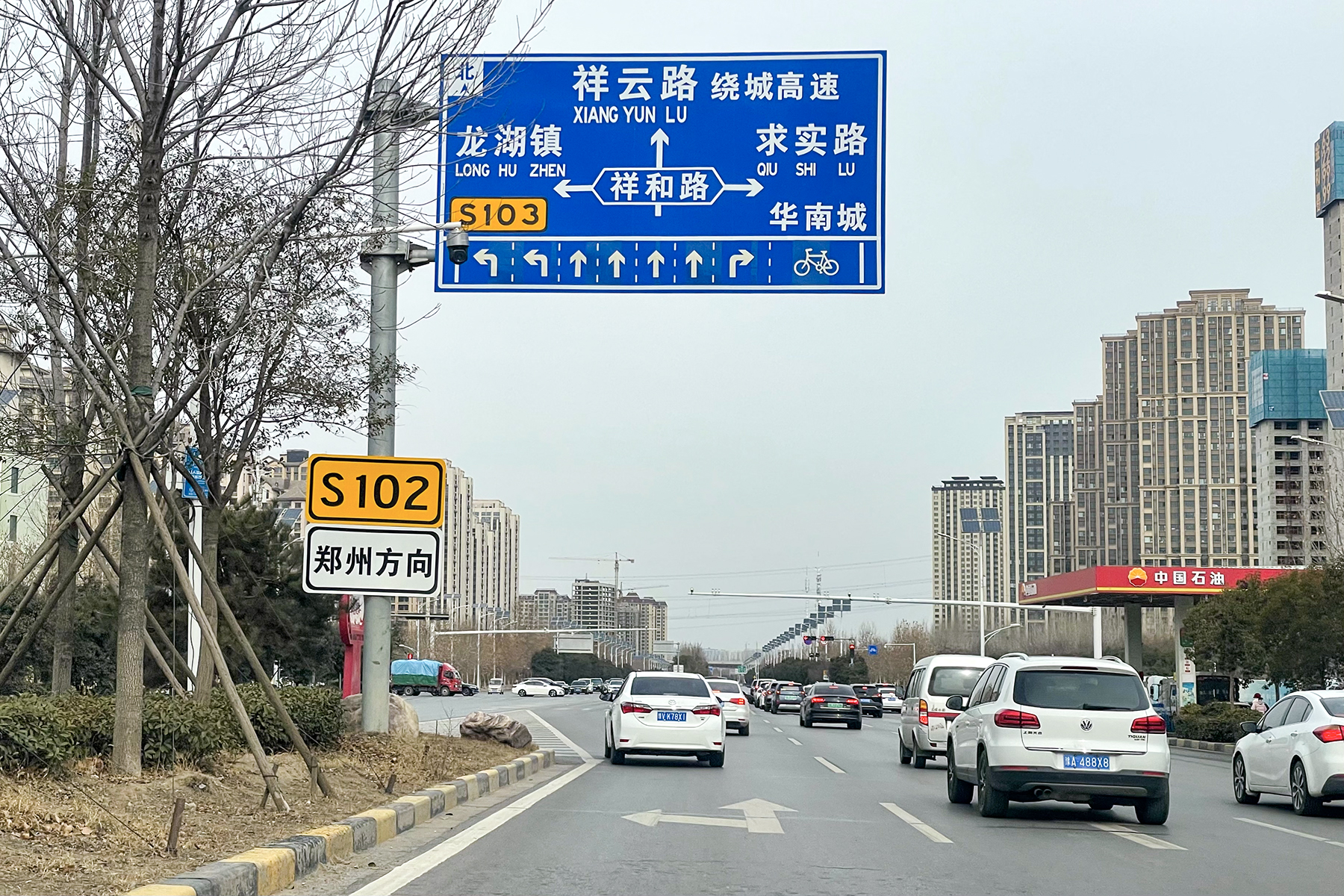
新郑市龙湖镇境内102省道上的标识

102省道北起郑州市郑新快速通道与南四环相交处，向南沿郑新快速通道途经新郑市龙湖镇，至郭店镇后转向东，途经薛店镇北部后进入郑州航空港区，然后继续向东南方向直至与尉氏县交界处。
102省道郑州段限速80公里/小时，主要相交或互通的公路干线有：
- 310国道
- 郑州绕城高速（轩辕故里出口）
- 317省道
- 京港澳高速（航空港区出口）
- 225省道
- 107国道（新线）

### 开封段
102省道开封段起点位于郑州航空港区与尉氏县交界处，起点桩号 K46+980，向东经大营镇、尉氏县城南福星大道，再向东南经张市镇、永兴镇，终点止于开封市与周口市交界处，终点桩号为K94+170，全长47.19公里。
102省道开封段主要相交或互通的公路干线有：
- 安新高速（尉氏西出口）
- 230国道
- 240国道
- 343国道

### 周口段
102省道周口段起点位于扶沟县与尉氏县交界处，桩号为K94+170，终点位于沈丘县刘湾镇（与安徽省界首市交界处），桩号为K287+917，路线全长193.747公里，沿途途经扶沟县、西华县、周口市、商水县、项城市和沈丘县。
102省道周口段主要相交或互通的公路干线有：
- 319省道
- 222省道
- 311国道
- 320省道
- 盐洛高速（扶沟出口）
- 230国道
- 344国道
- 106国道
- 329国道
- 220国道
- 216省道
- 214省道
- 211省道